# Celama omphalota
Celama omphalota är en fjärilsart som beskrevs av George Francis Hampson 1903. Celama omphalota ingår i släktet Celama och familjen trågspinnare. Inga underarter finns listade i Catalogue of Life.